# 名將間風
名將間風（日语：メイショウマンボ），是日本純種競賽馬匹。生涯活躍於中距離賽事並稱霸雌馬戰線，曾於2013年勝出優駿牝馬（日本橡樹大賽）、秋華賞及女皇伊利沙伯二世盃。

## 出賽前
2010年2月25日出生於北海道浦河町高昭牧場，所有權歸於其母系之馬主松本好雄旗下。
其後交由栗東訓練中心練馬師飯田名弘訓練。

## 競賽生涯

### 2歲
11月25日其出戰京都競馬場2歲新馬戰，比賽初段採取居中戰術下於直路爆發末腳，最終以1 1/2馬位取得首勝。
其後出戰阪神兩歲牝馬錦標，於其中因未能加速衝出而以第十大敗。

### 3歲
進入2013年，由於前主戰騎師飯田祐史決定退役從練，因而陣營安排武幸四郎作爲新一任主戰騎師。
1月14出戰公開賽紅梅賞作爲年度首戰，於其中奪得亞軍，其後出戰條件戰日本辛夷賞成功獲得勝利。
3月16日出戰雌馬賽，由於主戰騎師武幸四郎此時被罰停賽，因而由川田將雅代打策騎。比賽開始後，其選擇於中團靠後位置展開推進，進入直路後一舉由後方衝出超越前方之對手，最終拉開第二的Nancy Shine 1 1/4馬位奪得首個分級賽冠軍。
其後出戰櫻花賞重新由武幸四郎執繮，然而於其中再度受阻未能衝出之下以第十大敗。
5月19日出戰優駿牝馬，因爲於櫻花賞的慘敗而僅獲第九人氣。比賽開始後，前方由名將間風騎師武幸四郎之兄武豐所策騎的Kurofune Surprise進行領放，第一大熱有型露比選擇於後方等待時機，而其則於中團位置展開推進。通過第四彎道後，馬匹的位置並無太大變動，但於先行馬匹逐步力弱之下，中團及後方的賽駒紛紛準備發力。進入直路後，其隨即發揮實力奮力加速，轟出恐怖的後600米34.6秒末腳下一舉取得領先，後續繼續保持衝刺成功抵擋Ever Blossom及有型露比的追擊，最終以1 1/4馬位爆冷奪得首個一級賽冠軍，爲騎師武幸四郎帶來暌違6年7個月的一級賽優勝之餘，亦爲練馬師飯田明弘帶來首個一級賽頭銜。
入秋後其以玫瑰錦標作爲起動戰，於直路途中一度佔先，但於稍微力弱之下被有型露比、Chateau Blanche及檀島沙槌反超，最終以第四完賽。
10月13日出戰秋華賞，因於前哨戰玫瑰錦標的失利而落後有型露比及醒目層次取得第三人氣。比賽開始後，其選擇於第十一左右的位置展開追走，進入對面直路時候開始發力並於最後彎道處於第八的位置。進入直路後，其迅速進入狀態開始加速，成功於中團衝出之下取得領先，後續騎師武幸四郎繼續催策其保持衝刺，最終成功以1 1/4馬位優勢壓贏由其哥哥武豐策騎的後上馬醒目層次再度奪得冠軍。

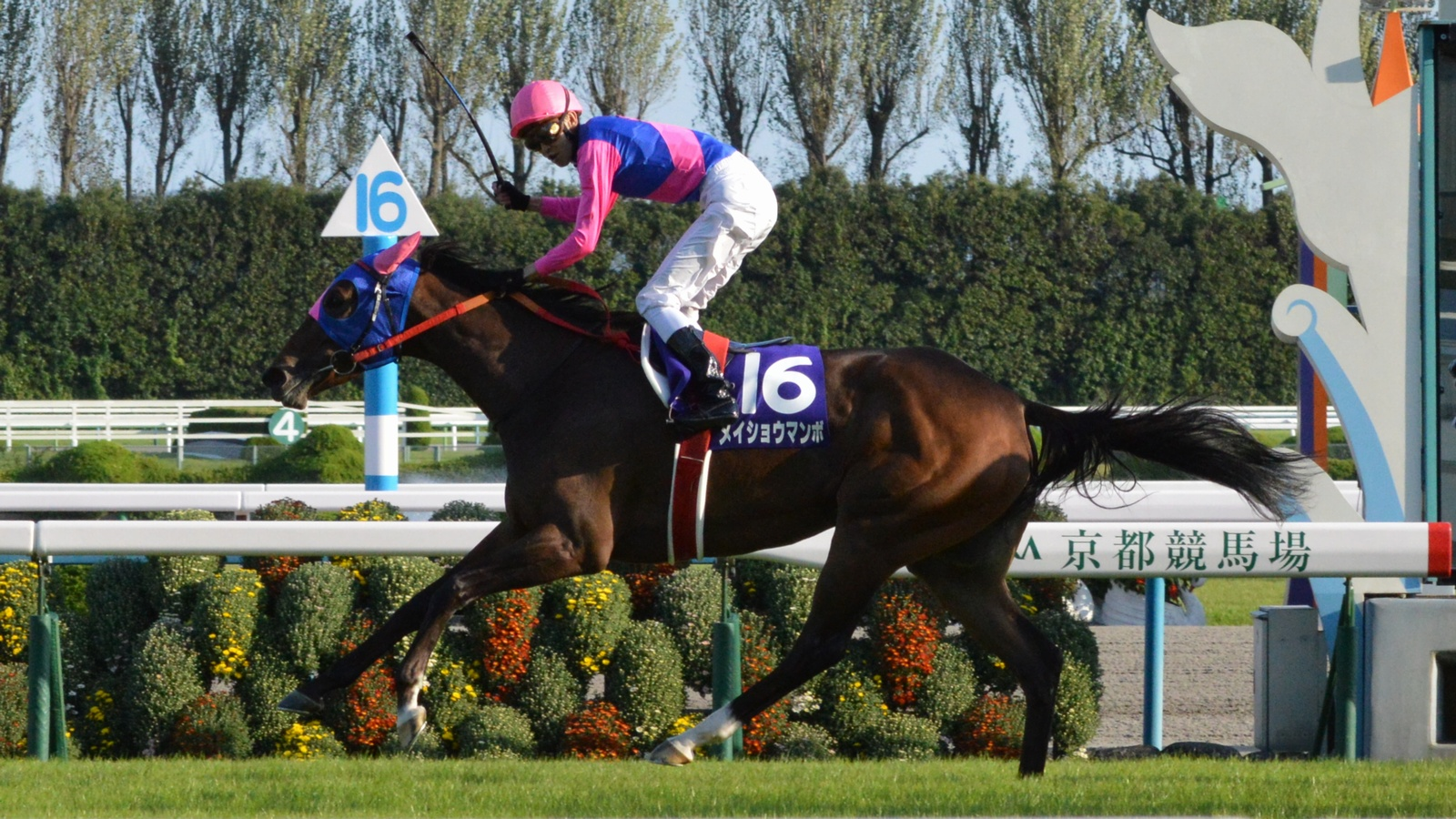
出戰秋華賞的名將間風

其後出戰女皇伊利沙伯二世盃，雖然其首次面對年長馬匹，但仍然可以於直路發揮實力一舉由中團位置衝出，力壓一種對手之下奪得第三個一級賽冠軍。

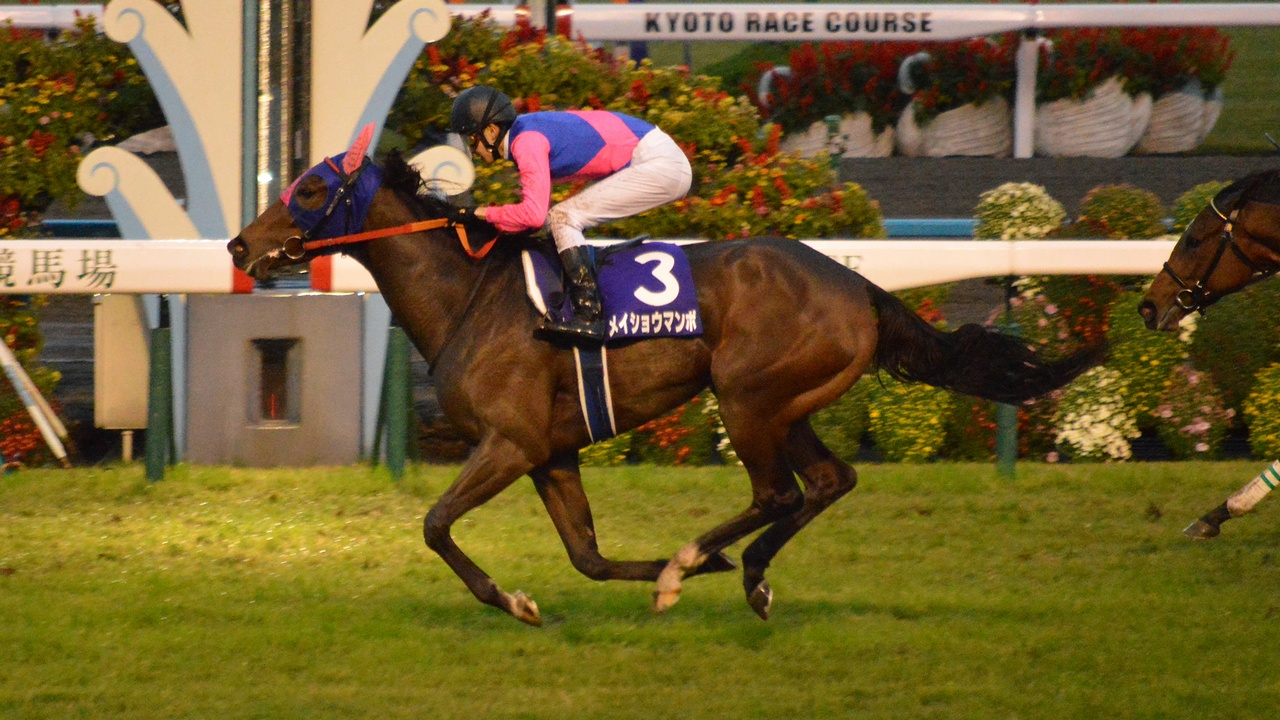
出戰女皇伊利沙伯二世盃的名將間風

年末，由於其在年間勇奪三項一級賽冠軍，於評選中以全票280票當選最佳3歲雌馬。

### 4歲
2014年年初，由於練馬師飯田因年老退役，加上適逢其兒子飯田祐史開倉練馬，名將間風順利地被轉至飯田祐史之馬房。
4月6日出戰產經大阪盃作爲年度首戰，比賽開始後選擇於中團位置等待時機，但通過第四彎道步伐開始出現異常，最終失速之下以第七完賽。
5月18日出戰維多利亞一哩賽，賽前落後醒目層次及捕鯨之旅獲得第三人氣。比賽開始後，其繼續採用居中戰術於約莫第七的位置展開追走，雖然於直路上爆發速度，但仍然無法阻止上屆盟主極峰一放到底，最終被對手率先透出下以1/2馬位差距落敗得第二。
然而其後出戰寶塚紀念、京都大賞典、女皇伊利沙伯二世盃及有馬紀念均以十名開外大敗，分別獲得第十一、第十、第十二及第十五。

### 5歲
進入2015年，本年度其出戰衆多賽事，但僅有閃耀女士盃一戰跑獲第六的較優秀戰績，其餘賽事均於十名開外。

### 6歲
2016年仍然未脫出低潮，出戰所有賽事均以十名海外的戰績慘敗，最佳戰績爲於人魚錦標獲得第十一。

### 7歲
2017年仍然現役的名將間風出戰中山牝馬錦標及阪神牝馬錦標均於其中獲得第十四後，陣營考慮其高齡決定安排其退役。

### 詳細賽績
| 日期       | 舉辦冠軍 | 馬場 | 距離   | 級別   | 賽事名稱           | 負重 | 騎師     | 馬號 | 出馬 | 名次 | 時間   | 頭馬（二馬）     |
| ---------- | -------- | ---- | ------ | ------ | ------------------ | ---- | -------- | ---- | ---- | ---- | ------ | ---------------- |
| 25/11/2012 | 日本     | 京都 | 草1400 |        | 2歲新馬            | 54   | 飯田祐史 | 16   | 16   | 1    | 1:23.3 | （Seno Queen）   |
| 9/12/2012  | 日本     | 阪神 | 草1600 | GI     | 阪神兩歲牝馬錦標   | 54   | 飯田祐史 | 4    | 18   | 10   | 1:35.0 | 織紗長袍         |
| 14/1/2013  | 日本     | 京都 | 草1400 | OP     | 紅梅錦標           | 54   | 武幸四郎 | 15   | 16   | 2    | 1:24.0 | 圓弧赤駿         |
| 16/2/2013  | 日本     | 京都 | 草1600 |        | 日本辛夷賞         | 54   | 武幸四郎 | 2    | 9    | 1    | 1:37.2 | （Dynamic Guy）  |
| 10/3/2013  | 日本     | 阪神 | 草1400 | GII    | 雌馬賽             | 54   | 川田將雅 | 4    | 16   | 1    | 1:22.1 | （Nancy Shine）  |
| 7/4/2013   | 日本     | 阪神 | 草1600 | GI     | 櫻花賞             | 55   | 武幸四郎 | 18   | 18   | 10   | 1:35.9 | Ayusan           |
| 19/5/2013  | 日本     | 東京 | 草2400 | GI     | 優駿牝馬           | 55   | 武幸四郎 | 3    | 18   | 1    | 2:25.2 | （Ever Blossom） |
| 15/9/2013  | 日本     | 阪神 | 草1800 | GII    | 玫瑰錦標           | 54   | 武幸四郎 | 18   | 18   | 4    | 1:47.8 | 有型露比         |
| 13/10/2013 | 日本     | 京都 | 草2000 | GI     | 秋華賞             | 55   | 武幸四郎 | 16   | 18   | 1    | 1:58.6 | （醒目層次）     |
| 10/11/2013 | 日本     | 京都 | 草2200 | GI     | 女皇伊利沙伯二世盃 | 54   | 武幸四郎 | 3    | 18   | 1    | 2:16.6 | （命運女神）     |
| 6/4/2014   | 日本     | 阪神 | 草2000 | GII    | 產經大阪盃         | 55   | 武幸四郎 | 5    | 8    | 7    | 2:02.5 | 高情厚意         |
| 18/5/2014  | 日本     | 東京 | 草1600 | GI     | 維多利亞一哩賽     | 55   | 武幸四郎 | 4    | 18   | 2    | 1:32.4 | 極峰             |
| 29/6/2014  | 日本     | 阪神 | 草2200 | GI     | 寶塚紀念           | 56   | 武幸四郎 | 10   | 12   | 11   | 2:15.4 | 黃金船           |
| 14/10/2014 | 日本     | 京都 | 草2400 | GII    | 京都大賞典         | 55   | 武幸四郎 | 9    | 12   | 10   | 2:25.4 | 最後震撼         |
| 16/11/2014 | 日本     | 京都 | 草2200 | GI     | 女皇伊利沙伯二世盃 | 56   | 武幸四郎 | 6    | 18   | 12   | 2:13.3 | 命運女神         |
| 28/12/2014 | 日本     | 中山 | 草2500 | GI     | 有馬紀念           | 55   | 武幸四郎 | 8    | 16   | 15   | 2:36.4 | 貴婦人           |
| 11/4/2015  | 日本     | 阪神 | 草1400 | GII    | 阪神牝馬錦標       | 55   | 武幸四郎 | 15   | 17   | 13   | 1:22.1 | Cafe Brilliant   |
| 17/5/2015  | 日本     | 東京 | 草1600 | GI     | 維多利亞一哩賽     | 55   | 武幸四郎 | 13   | 18   | 17   | 1:33.7 | 真誠少女         |
| 7/6/2015   | 日本     | 東京 | 草1600 | GI     | 安田紀念           | 56   | 武幸四郎 | 4    | 17   | 14   | 1:33.0 | 滿樂時           |
| 1/7/2015   | 日本     | 川崎 | 泥1600 | JpnIII | 閃耀女士盃         | 58   | 武幸四郎 | 6    | 12   | 6    | 1:43.2 | Trois Bonheur    |
| 17/10/2015 | 日本     | 東京 | 草1800 | GII    | 府中牝馬錦標       | 55   | 武幸四郎 | 7    | 17   | 14   | 1:47.4 | Nobori Diana     |
| 15/11/2015 | 日本     | 京都 | 草2200 | GI     | 女皇伊利沙伯二世盃 | 56   | 武幸四郎 | 13   | 18   | 17   | 2:15.9 | 勝之石           |
| 5/12/2015  | 日本     | 中京 | 草2000 | GII    | 金鯱賞             | 54   | 武幸四郎 | 3    | 12   | 12   | 2:02.1 | Mitra            |
| 5/1/2016   | 日本     | 京都 | 草1600 | GIII   | 京都金盃           | 55   | 武幸四郎 | 5    | 17   | 14   | 1:33.9 | Win Primera      |
| 9/4/2016   | 日本     | 阪神 | 草1600 | GII    | 阪神牝馬錦標       | 55   | 武幸四郎 | 11   | 13   | 13   | 1:34.3 | 醒目層次         |
| 15/5/2016  | 日本     | 東京 | 草1600 | GI     | 維多利亞一哩賽     | 55   | 武幸四郎 | 8    | 18   | 12   | 1:33.2 | 真誠少女         |
| 12/6/2016  | 日本     | 阪神 | 草2000 | GIII   | 人魚錦標           | 56   | 武幸四郎 | 9    | 14   | 11   | 2:00.5 | Lilavati         |
| 15/10/2016 | 日本     | 東京 | 草1800 | GII    | 府中牝馬錦標       | 55   | 武幸四郎 | 4    | 13   | 13   | 1:48.1 | 皇后寶戒         |
| 13/11/2016 | 日本     | 京都 | 草2200 | GI     | 女皇伊利沙伯二世盃 | 56   | 池添謙一 | 5    | 15   | 12   | 2:14.0 | 皇后寶戒         |
| 12/3/2016  | 日本     | 中山 | 草1800 | GIII   | 中山牝馬錦標       | 54   | 柴田善臣 | 8    | 16   | 14   | 1:50.4 | 東瀛稱霸         |
| 8/4/2016   | 日本     | 阪神 | 草1600 | GII    | 阪神牝馬錦標       | 55   | 小牧太   | 7    | 16   | 14   | 1:36.1 | 覓奇妃           |

## 退役後
退役後，名將間風成爲了繁殖雌馬，於北海道浦河町高昭牧場休養，在2017年進行配種。首匹子嗣Meisho Ichihime於2018年出生，可於2020年出賽。
2025年4月25日，其於牧場內被發現死亡，享年15歲

### 詳細繁殖資料
| 數目   | 馬名            | 出生年 | 性別 | 父系     | 練馬師         | 馬主     | 戰績                       |
| ------ | --------------- | ------ | ---- | -------- | -------------- | -------- | -------------------------- |
| 第一匹 | Meisho Ichihime | 2018   | 雌   | 名將球手 | 栗東・飯田祐史 | 松本好雄 | 8戰1冠0亞0季（退役・繁殖） |
| 第二匹 | Meisho Himesama | 2019   | 雌   | 名將森遜 | 栗東・武幸四郎 | 松本好雄 | 5戰0冠0亞0季（退役・繁殖） |
| 第三匹 | Meisho Kaminoko | 2020   | 雌   | 龍王     | 栗東・飯田祐史 | 松本好雄 | 3戰0冠0亞0季（退役・繁殖） |
| 第四匹 | Meisho Magoichi | 2021   | 雄   | 神威啟示 | 栗東・武幸四郎 | 松本好雄 | 6戰0冠0亞1季（現役）       |
| 第五匹 | Meisho Ichimon  | 2022   | 雄   | 神威啟示 | 栗東・飯田祐史 | 松本好雄 | （出賽前）                 |
| 第六匹 | 名將間風2023    | 2023   | 雄   | 金之霸   |                |          | （出賽前）                 |
|        | （受胎失敗）    |        |      | 北部玄駒 |                |          |                            |

## 血統簡介
父系鈴鹿間風爲日本賽駒，生涯戰績優秀並活躍於長途賽事，曾勝出春季天皇賞。祖父週日寧靜是美國三冠賽雙軍馬，退役後在日本配種，在日本馬壇相當成功，贏得多項分級賽事，其子嗣贏得巨額獎金。
母系Meisho Momoka爲日本賽駒，生涯出戰十二場全敗。祖父草上飛爲美國生產的日本賽駒，生涯戰績優秀，曾勝出朝日盃三歲錦標及寶塚紀念，亦曾連霸有馬紀念。

### 血統表
| 父線：週日寧靜系（Halo系）                                                 |                             |              |                 |
| 種馬 鈴鹿間風 2001年（棗色）                                               | 週日寧靜 1986年（棕色）     | Halo         | Hail to Reason  |
| 種馬 鈴鹿間風 2001年（棗色）                                               | 週日寧靜 1986年（棕色）     | Halo         | Cosmah          |
| 種馬 鈴鹿間風 2001年（棗色）                                               | 週日寧靜 1986年（棕色）     | Wishing Well | Understanding   |
| 種馬 鈴鹿間風 2001年（棗色）                                               | 週日寧靜 1986年（棕色）     | Wishing Well | Mountain Flower |
| 種馬 鈴鹿間風 2001年（棗色）                                               | Spring Mambo 1995年（棗色） | 金滿寶       | 淘金者          |
| 種馬 鈴鹿間風 2001年（棗色）                                               | Spring Mambo 1995年（棗色） | 金滿寶       | Miesque         |
| 種馬 鈴鹿間風 2001年（棗色）                                               | Spring Mambo 1995年（棗色） | Key Flyer    | 尼真斯基        |
| 種馬 鈴鹿間風 2001年（棗色）                                               | Spring Mambo 1995年（棗色） | Key Flyer    | Key Partner     |
| 繁殖雌馬 Meisho Momoka 2002年（栗色）                                      | 草上飛 1995年（栗色）       | Silver Hawk  | 雷弼圖          |
| 繁殖雌馬 Meisho Momoka 2002年（栗色）                                      | 草上飛 1995年（栗色）       | Silver Hawk  | Gris Vitesse    |
| 繁殖雌馬 Meisho Momoka 2002年（栗色）                                      | 草上飛 1995年（栗色）       | Ameriflora   | 單色            |
| 繁殖雌馬 Meisho Momoka 2002年（栗色）                                      | 草上飛 1995年（栗色）       | Ameriflora   | Graceful Touch  |
| 繁殖雌馬 Meisho Momoka 2002年（栗色）                                      | Meisho Ayme 1995年（棗色）  | Jade Robbery | 淘金者          |
| 繁殖雌馬 Meisho Momoka 2002年（栗色）                                      | Meisho Ayme 1995年（棗色）  | Jade Robbery | Number          |
| 繁殖雌馬 Meisho Momoka 2002年（栗色）                                      | Meisho Ayme 1995年（棗色）  | Will Moon    | Mill George     |
| 繁殖雌馬 Meisho Momoka 2002年（栗色）                                      | Meisho Ayme 1995年（棗色）  | Will Moon    | Dianne Venture  |
| 雌系：號族：9-c                                                            |                             |              |                 |
| 五代內近親交配：淘金者 4×4、Hail to Reason 4×5、尼真斯基 4×5、北地舞人 5×5 |                             |              |                 |

## 命名由來
名字中，Meisho（メイショウ）是馬主松本好雄的冠名，是其出身之兵库县明石市中的「明」（メイ）及姓氏松本中的「松」（ショウ）之音讀之結合，香港則將其翻譯为讀音類近，並帶有褒義的「名將」；Mambo（マンボ）則是源自古巴的一種拉丁舞曼波舞，繼承自父系鈴鹿間風之名字。

## 外部連結
- 名將間風 netkeiba.com （页面存档备份，存于）
- 血統表 （页面存档备份，存于）